# Кадонеге
Кадонеге (итал. Cadoneghe) је насеље у Италији у округу Падова, региону Венето.
Према процени из 2011. у насељу је живело 3045 становника. Насеље се налази на надморској висини од 10 м.

## Становништво
| 1951. | 1961. | 1971. | 1981.  | 1991.  | 2001.  | 2011.  |
| ----- | ----- | ----- | ------ | ------ | ------ | ------ |
| 6.376 | 7.419 | 9.485 | 10.850 | 13.660 | 14.755 | 15.964 |